# 9gag
9GAG — розважальний сайт розташований в Гонконзі, в основі котрого лежать смішні зображення або відео, що завантажені користувачами. Відвідуваність сайту досягла 1 мільярда переглядів сторінок на місяць, за даними на грудень 2011.
У листопаді 2017, сайт мав 223,35 мільйонів відвідувачів: 11,03% з Німеччини, 5,55% зі Сполучених Штатів, 4,40% з Франції, 4,19% з Бразилії і 3,99% з Англії.